# Birgitta van Zweden (prinses)
Birgitta Ingeborg Alice, Prinses van Zweden (Slot Haga, Solna, Zweden, 19 januari 1937 – Mallorca, 4 december 2024) was de tweede zuster van de huidige koning van Zweden, Carl Gustaf XVI. 

## Jeugd
Prinses Birgitta werd geboren als tweede dochter van de toenmalige erfprins van Zweden, Gustaaf Adolf en zijn echtgenote prinses Sybilla van Saksen-Coburg en Gotha.

## Huwelijk & kinderen
Birgitta trad in het huwelijk met Johann Georg van Hohenzollern (1932-2016) in het koninklijk paleis te Stockholm op 25 mei 1961. De kerkelijke inzegening vond plaats in de kapel van slot Sigmaringen in Duitsland op 30 mei 1961.
Birgitta en Johann Georg kregen drie kinderen:
- Carl Christian van Hohenzollern-Sigmaringen (5 april 1962), gehuwd met Nicole Neschitsch (nakomelingen)
- Désirée van Hohenzollern-Sigmaringen (27 november 1963),  gehuwd met en gescheiden van Heinrich graaf zu Ortenburg (nakomelingen), hertrouwd met Eckbert von Bohlen und Halbach
- Hubertus van Hohenzollern-Sigmaringen (10 juni 1969), gehuwd met Ute Maria König (nakomelingen).

Sinds 1990 leefden Birgitta en Johann Georg gescheiden van tafel en bed.

## Kwartierstaat (voorouders)
| Gustaaf V van Zweden (1858–1950) | Gustaaf V van Zweden (1858–1950) | Gustaaf V van Zweden (1858–1950) | Gustaaf V van Zweden (1858–1950) | Gustaaf V van Zweden (1858–1950)        | Gustaaf V van Zweden (1858–1950)        | Victoria van Baden (1862-1930)          | Victoria van Baden (1862-1930)          | Victoria van Baden (1862-1930)          | Victoria van Baden (1862-1930)          | Victoria van Baden (1862-1930)       | Victoria van Baden (1862-1930)       |                                      |                                      | Arthur van Connaught en Strathearn (1850-1942) | Arthur van Connaught en Strathearn (1850-1942) | Arthur van Connaught en Strathearn (1850-1942) | Arthur van Connaught en Strathearn (1850-1942) | Arthur van Connaught en Strathearn (1850-1942) | Arthur van Connaught en Strathearn (1850-1942) | Louise Margaretha van Pruisen (1860-1917) | Louise Margaretha van Pruisen (1860-1917) | Louise Margaretha van Pruisen (1860-1917) | Louise Margaretha van Pruisen (1860-1917) | Louise Margaretha van Pruisen (1860-1917) | Louise Margaretha van Pruisen (1860-1917) |                                 |                                 | Leopold van Albany (1853-1884)  | Leopold van Albany (1853-1884)  | Leopold van Albany (1853-1884) | Leopold van Albany (1853-1884) | Leopold van Albany (1853-1884)                      | Leopold van Albany (1853-1884)                      | Helena van Waldeck-Pyrmont (1861-1922)              | Helena van Waldeck-Pyrmont (1861-1922)              | Helena van Waldeck-Pyrmont (1861-1922)              | Helena van Waldeck-Pyrmont (1861-1922)              | Helena van Waldeck-Pyrmont (1861-1922)         | Helena van Waldeck-Pyrmont (1861-1922)         |                                                |                                                | Frederik Ferdinand van Sleeswijk- Holstein-Sonderburg-Glücksburg (1855-1934) | Frederik Ferdinand van Sleeswijk- Holstein-Sonderburg-Glücksburg (1855-1934) | Frederik Ferdinand van Sleeswijk- Holstein-Sonderburg-Glücksburg (1855-1934) | Frederik Ferdinand van Sleeswijk- Holstein-Sonderburg-Glücksburg (1855-1934) | Frederik Ferdinand van Sleeswijk- Holstein-Sonderburg-Glücksburg (1855-1934) | Frederik Ferdinand van Sleeswijk- Holstein-Sonderburg-Glücksburg (1855-1934) | Caroline Mathilde van Sleeswijk-Holstein-Sonderburg-Augustenburg (1860-1932) | Caroline Mathilde van Sleeswijk-Holstein-Sonderburg-Augustenburg (1860-1932) | Caroline Mathilde van Sleeswijk-Holstein-Sonderburg-Augustenburg (1860-1932) | Caroline Mathilde van Sleeswijk-Holstein-Sonderburg-Augustenburg (1860-1932) | Caroline Mathilde van Sleeswijk-Holstein-Sonderburg-Augustenburg (1860-1932) | Caroline Mathilde van Sleeswijk-Holstein-Sonderburg-Augustenburg (1860-1932) |  |  |  |  |  |  |  |  |  |  |  |  |  |  |  |  |  |  |  |  |  |  |  |  |  |  |  |  |  |  |  |  |  |  |  |  |  |  |  |  |  |  |  |  |  |  |  |  |
| Gustaaf V van Zweden (1858–1950) | Gustaaf V van Zweden (1858–1950) | Gustaaf V van Zweden (1858–1950) | Gustaaf V van Zweden (1858–1950) | Gustaaf V van Zweden (1858–1950)        | Gustaaf V van Zweden (1858–1950)        | Victoria van Baden (1862-1930)          | Victoria van Baden (1862-1930)          | Victoria van Baden (1862-1930)          | Victoria van Baden (1862-1930)          | Victoria van Baden (1862-1930)       | Victoria van Baden (1862-1930)       |                                      |                                      | Arthur van Connaught en Strathearn (1850-1942) | Arthur van Connaught en Strathearn (1850-1942) | Arthur van Connaught en Strathearn (1850-1942) | Arthur van Connaught en Strathearn (1850-1942) | Arthur van Connaught en Strathearn (1850-1942) | Arthur van Connaught en Strathearn (1850-1942) | Louise Margaretha van Pruisen (1860-1917) | Louise Margaretha van Pruisen (1860-1917) | Louise Margaretha van Pruisen (1860-1917) | Louise Margaretha van Pruisen (1860-1917) | Louise Margaretha van Pruisen (1860-1917) | Louise Margaretha van Pruisen (1860-1917) |                                 |                                 | Leopold van Albany (1853-1884)  | Leopold van Albany (1853-1884)  | Leopold van Albany (1853-1884) | Leopold van Albany (1853-1884) | Leopold van Albany (1853-1884)                      | Leopold van Albany (1853-1884)                      | Helena van Waldeck-Pyrmont (1861-1922)              | Helena van Waldeck-Pyrmont (1861-1922)              | Helena van Waldeck-Pyrmont (1861-1922)              | Helena van Waldeck-Pyrmont (1861-1922)              | Helena van Waldeck-Pyrmont (1861-1922)         | Helena van Waldeck-Pyrmont (1861-1922)         |                                                |                                                | Frederik Ferdinand van Sleeswijk- Holstein-Sonderburg-Glücksburg (1855-1934) | Frederik Ferdinand van Sleeswijk- Holstein-Sonderburg-Glücksburg (1855-1934) | Frederik Ferdinand van Sleeswijk- Holstein-Sonderburg-Glücksburg (1855-1934) | Frederik Ferdinand van Sleeswijk- Holstein-Sonderburg-Glücksburg (1855-1934) | Frederik Ferdinand van Sleeswijk- Holstein-Sonderburg-Glücksburg (1855-1934) | Frederik Ferdinand van Sleeswijk- Holstein-Sonderburg-Glücksburg (1855-1934) | Caroline Mathilde van Sleeswijk-Holstein-Sonderburg-Augustenburg (1860-1932) | Caroline Mathilde van Sleeswijk-Holstein-Sonderburg-Augustenburg (1860-1932) | Caroline Mathilde van Sleeswijk-Holstein-Sonderburg-Augustenburg (1860-1932) | Caroline Mathilde van Sleeswijk-Holstein-Sonderburg-Augustenburg (1860-1932) | Caroline Mathilde van Sleeswijk-Holstein-Sonderburg-Augustenburg (1860-1932) | Caroline Mathilde van Sleeswijk-Holstein-Sonderburg-Augustenburg (1860-1932) |  |  |  |  |  |  |  |  |  |  |  |  |  |  |  |  |  |  |  |  |  |  |  |  |  |  |  |  |  |  |  |  |  |  |  |  |  |  |  |  |  |  |  |  |  |  |  |  |
|                                  |                                  |                                  |                                  |                                         |                                         |                                         |                                         |                                         |                                         |                                      |                                      |                                      |                                      |                                                |                                                |                                                |                                                |                                                |                                                |                                           |                                           |                                           |                                           |                                           |                                           |                                 |                                 |                                 |                                 |                                |                                |                                                     |                                                     |                                                     |                                                     |                                                     |                                                     |                                                |                                                |                                                |                                                |                                                                              |                                                                              |                                                                              |                                                                              |                                                                              |                                                                              |                                                                              |                                                                              |                                                                              |                                                                              |                                                                              |                                                                              |  |  |  |  |  |  |  |  |  |  |  |  |  |  |  |  |  |  |  |  |  |  |  |  |  |  |  |  |  |  |  |  |  |  |  |  |  |  |  |  |  |  |  |  |  |  |  |  |
|                                  |                                  |                                  |                                  | Gustaaf VI Adolf van Zweden (1882–1973) | Gustaaf VI Adolf van Zweden (1882–1973) | Gustaaf VI Adolf van Zweden (1882–1973) | Gustaaf VI Adolf van Zweden (1882–1973) | Gustaaf VI Adolf van Zweden (1882–1973) | Gustaaf VI Adolf van Zweden (1882–1973) |                                      |                                      |                                      |                                      |                                                |                                                | Margaretha van Connaught (1882-1920)           | Margaretha van Connaught (1882-1920)           | Margaretha van Connaught (1882-1920)           | Margaretha van Connaught (1882-1920)           | Margaretha van Connaught (1882-1920)      | Margaretha van Connaught (1882-1920)      |                                           |                                           |                                           |                                           |                                 |                                 |                                 |                                 |                                |                                | Karel Eduard van Saksen-Coburg en Gotha (1884-1954) | Karel Eduard van Saksen-Coburg en Gotha (1884-1954) | Karel Eduard van Saksen-Coburg en Gotha (1884-1954) | Karel Eduard van Saksen-Coburg en Gotha (1884-1954) | Karel Eduard van Saksen-Coburg en Gotha (1884-1954) | Karel Eduard van Saksen-Coburg en Gotha (1884-1954) |                                                |                                                |                                                |                                                |                                                                              |                                                                              | Victoria Adelheid van Sleeswijk- Holstein-Sonderburg-Glücksburg (1885-1970)  | Victoria Adelheid van Sleeswijk- Holstein-Sonderburg-Glücksburg (1885-1970)  | Victoria Adelheid van Sleeswijk- Holstein-Sonderburg-Glücksburg (1885-1970)  | Victoria Adelheid van Sleeswijk- Holstein-Sonderburg-Glücksburg (1885-1970)  | Victoria Adelheid van Sleeswijk- Holstein-Sonderburg-Glücksburg (1885-1970)  | Victoria Adelheid van Sleeswijk- Holstein-Sonderburg-Glücksburg (1885-1970)  |                                                                              |                                                                              |                                                                              |                                                                              |  |  |  |  |  |  |  |  |  |  |  |  |  |  |  |  |  |  |  |  |  |  |  |  |  |  |  |  |  |  |  |  |  |  |  |  |  |  |  |  |  |  |  |  |  |  |  |  |
|                                  |                                  |                                  |                                  | Gustaaf VI Adolf van Zweden (1882–1973) | Gustaaf VI Adolf van Zweden (1882–1973) | Gustaaf VI Adolf van Zweden (1882–1973) | Gustaaf VI Adolf van Zweden (1882–1973) | Gustaaf VI Adolf van Zweden (1882–1973) | Gustaaf VI Adolf van Zweden (1882–1973) |                                      |                                      |                                      |                                      |                                                |                                                | Margaretha van Connaught (1882-1920)           | Margaretha van Connaught (1882-1920)           | Margaretha van Connaught (1882-1920)           | Margaretha van Connaught (1882-1920)           | Margaretha van Connaught (1882-1920)      | Margaretha van Connaught (1882-1920)      |                                           |                                           |                                           |                                           |                                 |                                 |                                 |                                 |                                |                                | Karel Eduard van Saksen-Coburg en Gotha (1884-1954) | Karel Eduard van Saksen-Coburg en Gotha (1884-1954) | Karel Eduard van Saksen-Coburg en Gotha (1884-1954) | Karel Eduard van Saksen-Coburg en Gotha (1884-1954) | Karel Eduard van Saksen-Coburg en Gotha (1884-1954) | Karel Eduard van Saksen-Coburg en Gotha (1884-1954) |                                                |                                                |                                                |                                                |                                                                              |                                                                              | Victoria Adelheid van Sleeswijk- Holstein-Sonderburg-Glücksburg (1885-1970)  | Victoria Adelheid van Sleeswijk- Holstein-Sonderburg-Glücksburg (1885-1970)  | Victoria Adelheid van Sleeswijk- Holstein-Sonderburg-Glücksburg (1885-1970)  | Victoria Adelheid van Sleeswijk- Holstein-Sonderburg-Glücksburg (1885-1970)  | Victoria Adelheid van Sleeswijk- Holstein-Sonderburg-Glücksburg (1885-1970)  | Victoria Adelheid van Sleeswijk- Holstein-Sonderburg-Glücksburg (1885-1970)  |                                                                              |                                                                              |                                                                              |                                                                              |  |  |  |  |  |  |  |  |  |  |  |  |  |  |  |  |  |  |  |  |  |  |  |  |  |  |  |  |  |  |  |  |  |  |  |  |  |  |  |  |  |  |  |  |  |  |  |  |
|                                  |                                  |                                  |                                  |                                         |                                         |                                         |                                         |                                         |                                         | Gustaaf Adolf van Zweden (1906–1947) | Gustaaf Adolf van Zweden (1906–1947) | Gustaaf Adolf van Zweden (1906–1947) | Gustaaf Adolf van Zweden (1906–1947) | Gustaaf Adolf van Zweden (1906–1947)           | Gustaaf Adolf van Zweden (1906–1947)           |                                                |                                                |                                                |                                                |                                           |                                           |                                           |                                           |                                           |                                           |                                 |                                 |                                 |                                 |                                |                                |                                                     |                                                     |                                                     |                                                     |                                                     |                                                     | Sybilla van Saksen-Coburg en Gotha (1908-1972) | Sybilla van Saksen-Coburg en Gotha (1908-1972) | Sybilla van Saksen-Coburg en Gotha (1908-1972) | Sybilla van Saksen-Coburg en Gotha (1908-1972) | Sybilla van Saksen-Coburg en Gotha (1908-1972)                               | Sybilla van Saksen-Coburg en Gotha (1908-1972)                               |                                                                              |                                                                              |                                                                              |                                                                              |                                                                              |                                                                              |                                                                              |                                                                              |                                                                              |                                                                              |  |  |  |  |  |  |  |  |  |  |  |  |  |  |  |  |  |  |  |  |  |  |  |  |  |  |  |  |  |  |  |  |  |  |  |  |  |  |  |  |  |  |  |  |  |  |  |  |
|                                  |                                  |                                  |                                  |                                         |                                         |                                         |                                         |                                         |                                         | Gustaaf Adolf van Zweden (1906–1947) | Gustaaf Adolf van Zweden (1906–1947) | Gustaaf Adolf van Zweden (1906–1947) | Gustaaf Adolf van Zweden (1906–1947) | Gustaaf Adolf van Zweden (1906–1947)           | Gustaaf Adolf van Zweden (1906–1947)           |                                                |                                                |                                                |                                                |                                           |                                           |                                           |                                           |                                           |                                           |                                 |                                 |                                 |                                 |                                |                                |                                                     |                                                     |                                                     |                                                     |                                                     |                                                     | Sybilla van Saksen-Coburg en Gotha (1908-1972) | Sybilla van Saksen-Coburg en Gotha (1908-1972) | Sybilla van Saksen-Coburg en Gotha (1908-1972) | Sybilla van Saksen-Coburg en Gotha (1908-1972) | Sybilla van Saksen-Coburg en Gotha (1908-1972)                               | Sybilla van Saksen-Coburg en Gotha (1908-1972)                               |                                                                              |                                                                              |                                                                              |                                                                              |                                                                              |                                                                              |                                                                              |                                                                              |                                                                              |                                                                              |  |  |  |  |  |  |  |  |  |  |  |  |  |  |  |  |  |  |  |  |  |  |  |  |  |  |  |  |  |  |  |  |  |  |  |  |  |  |  |  |  |  |  |  |  |  |  |  |
|                                  |                                  |                                  |                                  |                                         |                                         |                                         |                                         |                                         |                                         |                                      |                                      |                                      |                                      |                                                |                                                |                                                |                                                |                                                |                                                |                                           |                                           |                                           |                                           |                                           |                                           |                                 |                                 |                                 |                                 |                                |                                |                                                     |                                                     |                                                     |                                                     |                                                     |                                                     |                                                |                                                |                                                |                                                |                                                                              |                                                                              |                                                                              |                                                                              |                                                                              |                                                                              |                                                                              |                                                                              |                                                                              |                                                                              |                                                                              |                                                                              |  |  |  |  |  |  |  |  |  |  |  |  |  |  |  |  |  |  |  |  |  |  |  |  |  |  |  |  |  |  |  |  |  |  |  |  |  |  |  |  |  |  |  |  |  |  |  |  |
|                                  |                                  |                                  |                                  |                                         |                                         |                                         |                                         |                                         |                                         |                                      |                                      |                                      |                                      |                                                |                                                |                                                |                                                |                                                |                                                |                                           |                                           |                                           |                                           |                                           |                                           |                                 |                                 |                                 |                                 |                                |                                |                                                     |                                                     |                                                     |                                                     |                                                     |                                                     |                                                |                                                |                                                |                                                |                                                                              |                                                                              |                                                                              |                                                                              |                                                                              |                                                                              |                                                                              |                                                                              |                                                                              |                                                                              |                                                                              |                                                                              |  |  |  |  |  |  |  |  |  |  |  |  |  |  |  |  |  |  |  |  |  |  |  |  |  |  |  |  |  |  |  |  |  |  |  |  |  |  |  |  |  |  |  |  |  |  |  |  |
|                                  |                                  |                                  |                                  | Margaretha van Zweden (1934-heden)      | Margaretha van Zweden (1934-heden)      | Margaretha van Zweden (1934-heden)      | Margaretha van Zweden (1934-heden)      | Margaretha van Zweden (1934-heden)      | Margaretha van Zweden (1934-heden)      |                                      |                                      |                                      |                                      | Birgitta van Zweden (1937-2024)                | Birgitta van Zweden (1937-2024)                | Birgitta van Zweden (1937-2024)                | Birgitta van Zweden (1937-2024)                | Birgitta van Zweden (1937-2024)                | Birgitta van Zweden (1937-2024)                |                                           |                                           |                                           |                                           | Désirée van Zweden (1938-heden)           | Désirée van Zweden (1938-heden)           | Désirée van Zweden (1938-heden) | Désirée van Zweden (1938-heden) | Désirée van Zweden (1938-heden) | Désirée van Zweden (1938-heden) |                                |                                |                                                     |                                                     | Christina van Zweden (1943-heden)                   | Christina van Zweden (1943-heden)                   | Christina van Zweden (1943-heden)                   | Christina van Zweden (1943-heden)                   | Christina van Zweden (1943-heden)              | Christina van Zweden (1943-heden)              |                                                |                                                |                                                                              |                                                                              | Carl XVI Gustaf van Zweden (1946-heden)                                      | Carl XVI Gustaf van Zweden (1946-heden)                                      | Carl XVI Gustaf van Zweden (1946-heden)                                      | Carl XVI Gustaf van Zweden (1946-heden)                                      | Carl XVI Gustaf van Zweden (1946-heden)                                      | Carl XVI Gustaf van Zweden (1946-heden)                                      |                                                                              |                                                                              |                                                                              |                                                                              |  |  |  |  |  |  |  |  |  |  |  |  |  |  |  |  |  |  |  |  |  |  |  |  |  |  |  |  |  |  |  |  |  |  |  |  |  |  |  |  |  |  |  |  |  |  |  |  |

## Titulatuur
- 19 januari 1937 – 25 mei 1961: HKH Prinses Birgitta van Zweden
- 25 mei 1961 – 4 december 2024: HKH Birgitta, Prinses van Zweden en Hohenzollern

- Gemeinsame Normdatei: 1051929229
- International Standard Name Identifier: 0000 0003 7798 6659
- KulturNav: db45ef56-dc85-449e-bc4a-e1f64cbee862
- Library of Congress Control Number: no2004035441
- LIBRIS: 355116
- Virtual International Authority File: 255648356
- WorldCat: E39PBJwRXDFfwKTpgHqhqpk7HC